# 张庄寨镇
张庄寨镇，是中华人民共和国安徽省宿州市萧县下辖的一个乡镇级行政单位。

## 行政区划
张庄寨镇下辖以下地区：
张庄寨村、众姓庄村、袁圩村、欧庙村、王柳园村、洪河村、河西村、寿楼村、王衍庄村、申河村、崔口村、杭子村、白楼村、海青村、张新集村、武楼村和张庄寨农场。